# Église Saint-Hilaire de Rimons
Pour les articles homonymes, voir Église Saint-Hilaire.
L'église Saint-Hilaire est une église catholique  située dans la commune de Rimons, dans le département de la Gironde, en France.

## Localisation
L'église se trouve au centre du village, à proximité de la mairie.

## Historique
L'édifice, construit à l'origine au XIIe siècle en style roman, a été agrandi au XVIe siècle par une nouvelle nef de style gothique sur le côté est. L'ancienne nef est devenue un chai utilisé par la cure.
L'édifice a été inscrit au titre des monuments historiques en totalité par arrêté du 21 novembre 1925.

## Galerie

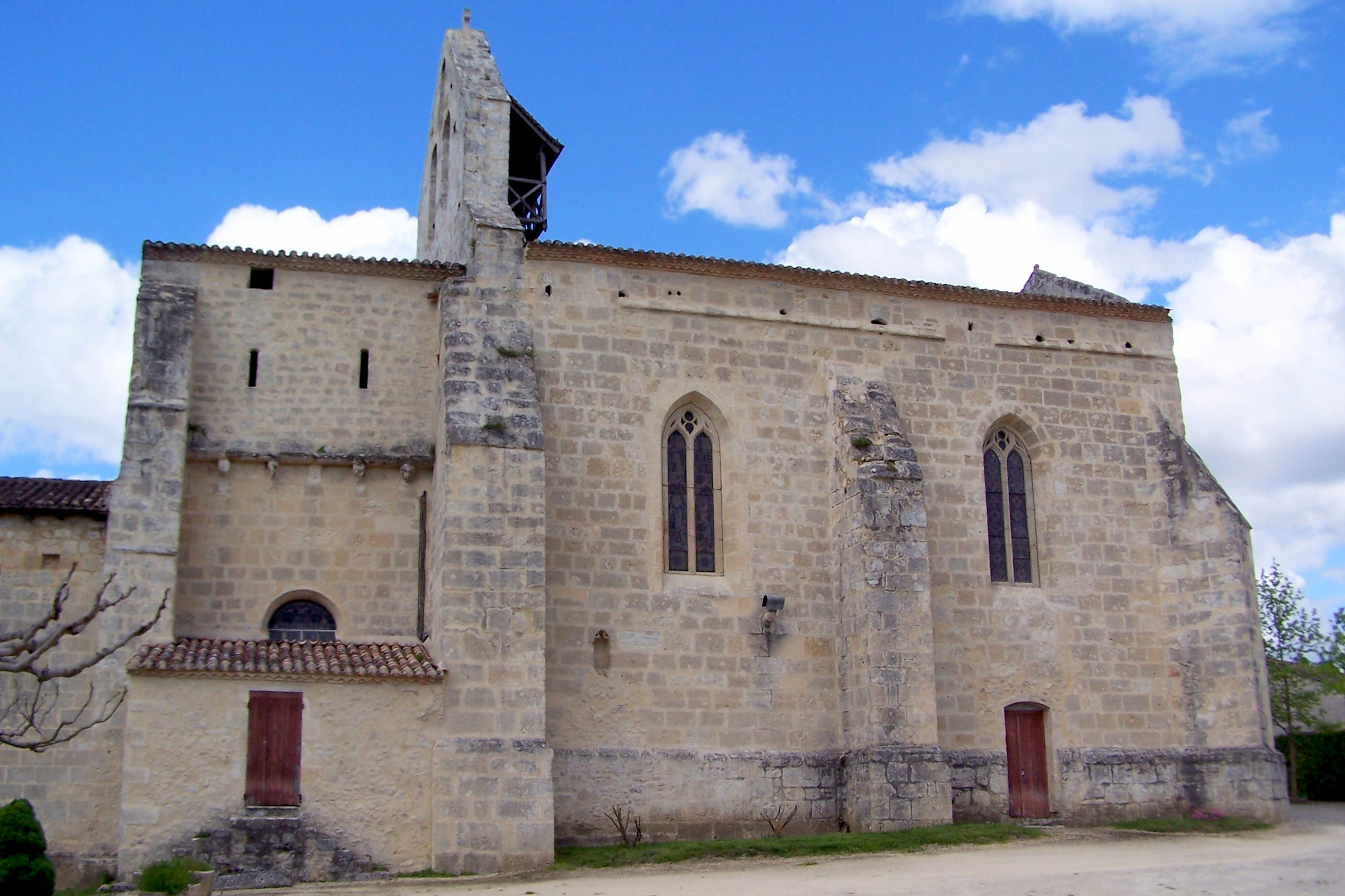
Autre vue de la façade sud (mai 2012)
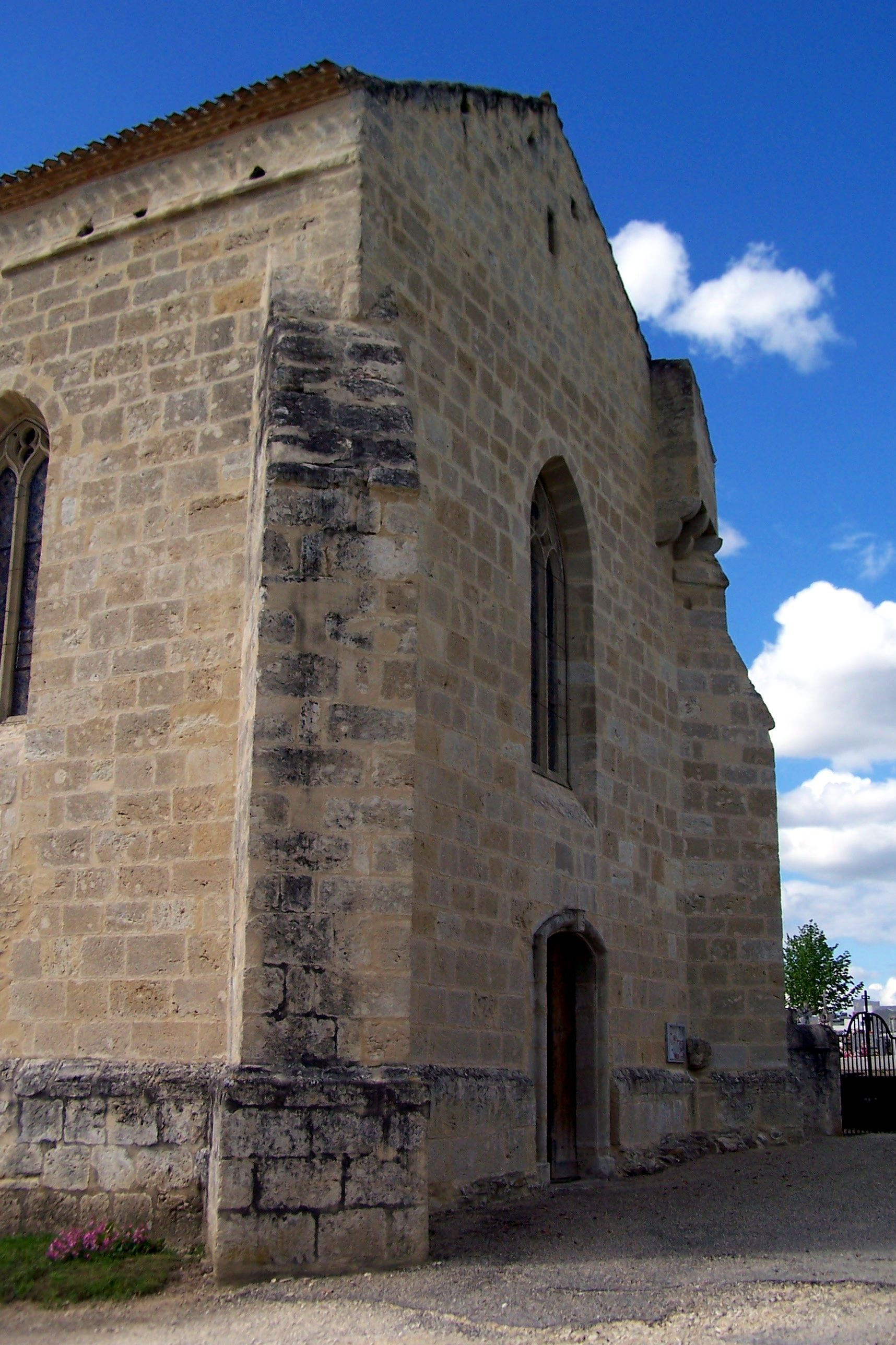
Façade est et entrée (mai 2012)
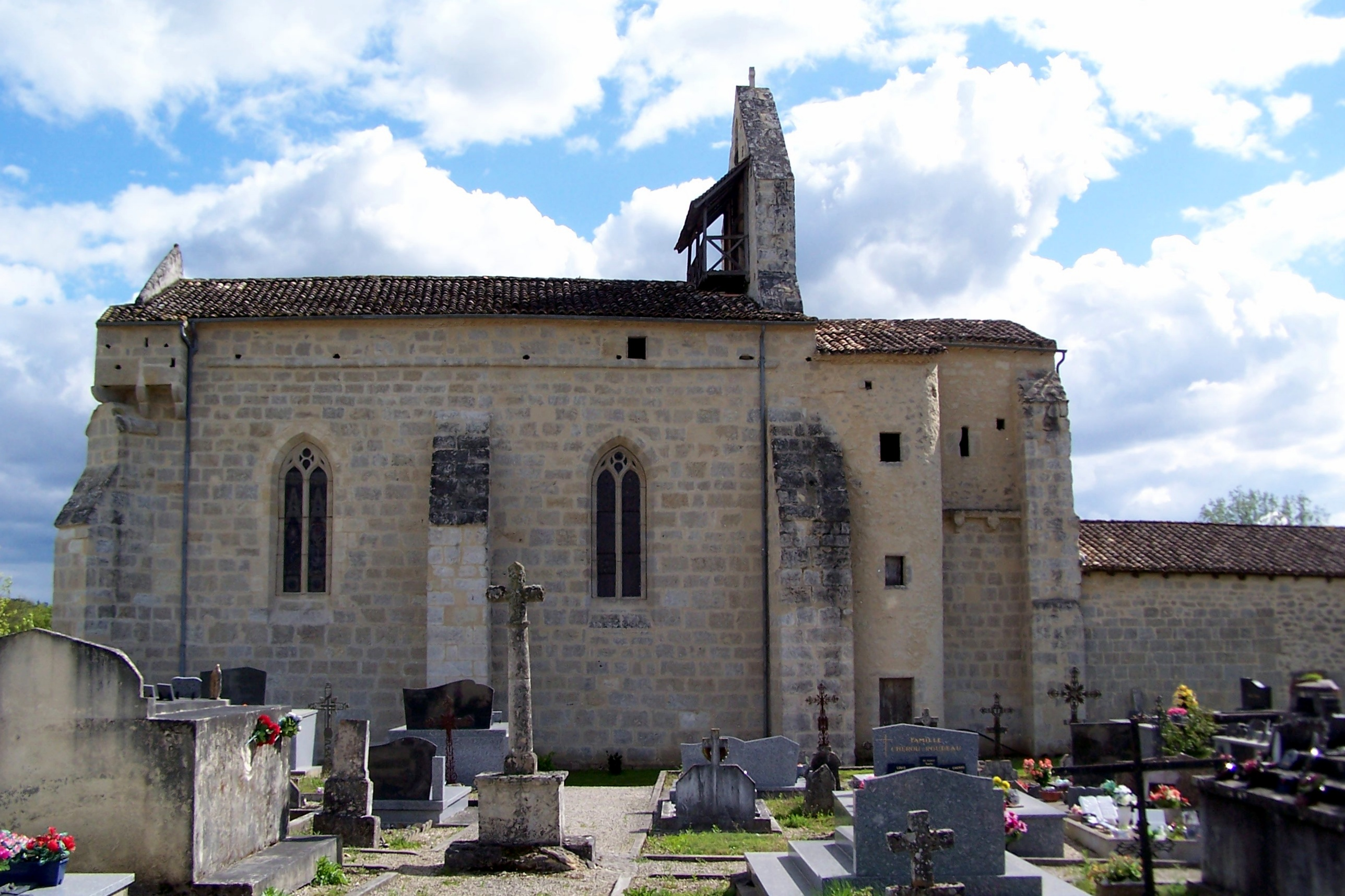
Façade nord (mai 2012)
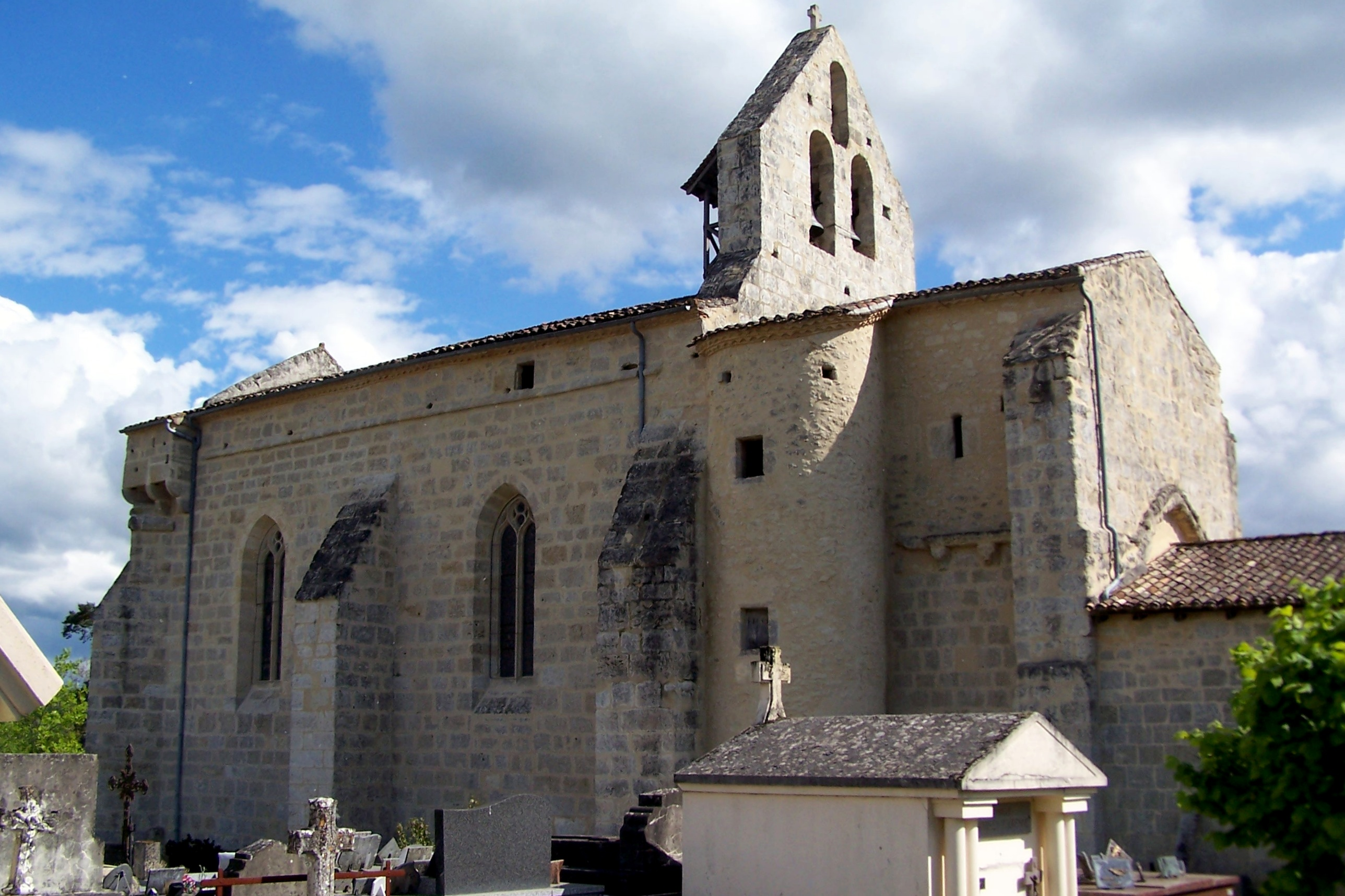
Autre vue de la façade nord (mai 2012)
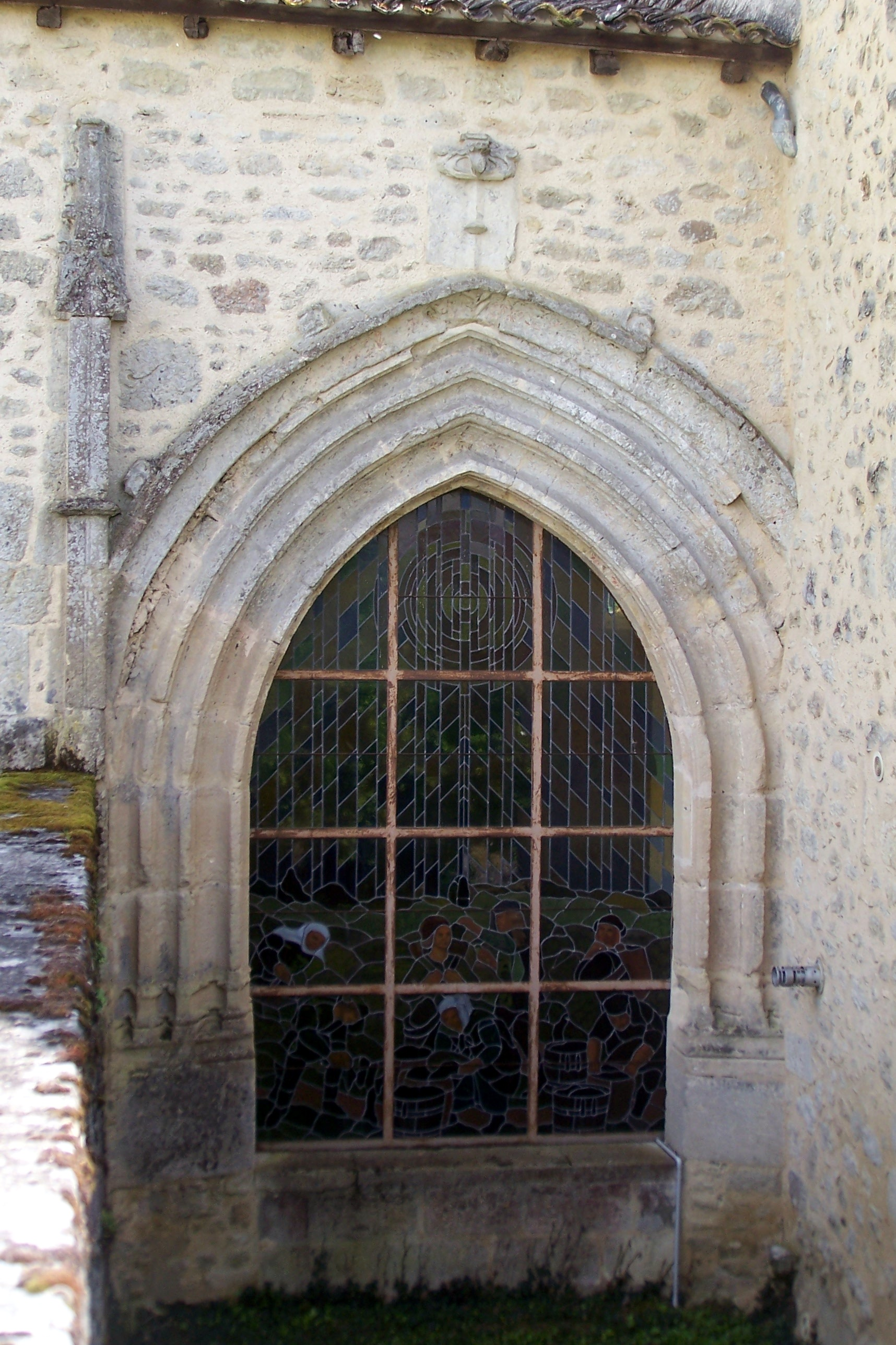
Vitrail de l'ancienne nef romane (mai 2012)